# Alex Pacheco (militant)
Pour les articles homonymes, voir Alex Pacheco.
Alexander Fernando Pacheco, dit Alex Pacheco (né en août 1958) est un militant américain pour les droits des animaux. Il est le fondateur de 600 Million Stray Dogs Need You (littéralement « 600 millions de chiens errants ont besoin de vous »), cofondateur et ancien président de People for the Ethical Treatment of Animals (PETA) et membre du conseil consultatif de la Sea Shepherd Conservation Society.
Pacheco a fait ses débuts avec le capitaine Paul Watson en 1979 à bord du navire Sea Shepherd dans l'océan Atlantique, au cours d'une campagne d'opposition au Sierra, un navire pirate portugais chasseur de baleines. Le Sea Shepherd et la Sierra ont été coulés après avoir été saisis par les autorités portugaises.
Pacheco a attiré l’attention du public en 1981 pour son rôle, aux côtés d’Ingrid Newkirk, dans l’affaire des singes de Silver Spring, une campagne visant à libérer 17 macaques crabiers qui faisaient l'objet d'expériences à l’Institut de recherche comportementale de Silver Spring, dans le Maryland. Le cinéaste Oliver Stone écrit que la campagne politique pour sauver les singes a donné naissance au mouvement de défense des droits des animaux aux États-Unis.

## Petite enfance et éducation
Pacheco est né à Joliet, dans l'Illinois, mais a déménagé au Mexique avec sa famille alors qu'il était encore très jeune. Il a grandi près de l'océan avec ses deux frères et sœurs, avec son père mexicain, médecin, et sa mère, infirmière américaine. Kathy Snow Guillermo écrit dans Monkey Business (1993) que la jeunesse de Pacheco était remplie d'animaux; des chauves-souris vivaient dans les arbres à caoutchouc de son jardin, des serpents dormaient derrière des rochers à proximité et des pêcheurs entraînaient régulièrement des dauphins hors de l'eau sur la plage. Des cochons, des bœufs, des poulets et des dindes étaient fréquemment tués devant lui.
La famille a quitté le Mexique lorsque Pacheco était au collège et a déménagé entre l’Ohio, l’Indiana et l’Illinois. Son intérêt pour les animaux a continué. Il a acheté des tortues et des oiseaux dans les animaleries et un bébé macaque crabier, qu'il a appelé Chi Chi et qui se perchait sur son épaule en se promenant dans la maison.
Il a fréquenté l'université catholique de l'Ohio dans le but de devenir prêtre, mais, alors qu'il était au Canada en première année à l'université, il a rendu visite à un ami qui travaillait dans une usine de conditionnement de la viande. Guillermo écrit qu'il a été choqué par la vue de deux hommes jetant un veau nouveau-né, coupé de l'utérus de sa mère abattue, dans une benne à ordures. Plus tard dans la semaine, un ami lui a donné une copie de Animal Liberation de Peter Singer et il est rentré dans l'Ohio en tant que végétarien. Son cœur n'était plus de devenir prêtre et il décida de fréquenter la Ohio State University  à Columbus, dans l'Ohio, au lieu de se consacrer à aider ce qu'il appelait "des êtres autres que l'homme".

## Activisme

### Sea Shepherd
À l'université, Pacheco a organisé des campagnes contre l'utilisation de pièges à mâchoires et de castrations de porcs et de bovins sans anesthésie. Guillermo écrit que, l'Ohio étant un État agricole, son activisme s'est heurté à une vive opposition et à des appels téléphoniques anonymes occasionnels menaçant de se faire sauter la tête.
En 1979, il assista à une conférence à Columbus (Ohio) de Cleveland Amory du Saturday Review, fondateur du Fund for Animals, qui a financé le navire anti-chasse à la baleine Sea Shepherd. Il a cherché Amory après la conférence et s'est porté volontaire. Pacheco a d'abord accompagné l'équipage à bord du navire pour l'été 1979 (et à nouveau en 2003), dans la passerelle, dans la salle des machines et en tant que matelot de pont, lors de la première campagne de Sea Shepherd pour la protection des baleines Atlantique, qui a abouti au naufrage du Sea Shepherd et de la Sierra, au Portugal en 1980.

## Singes de Silver Spring

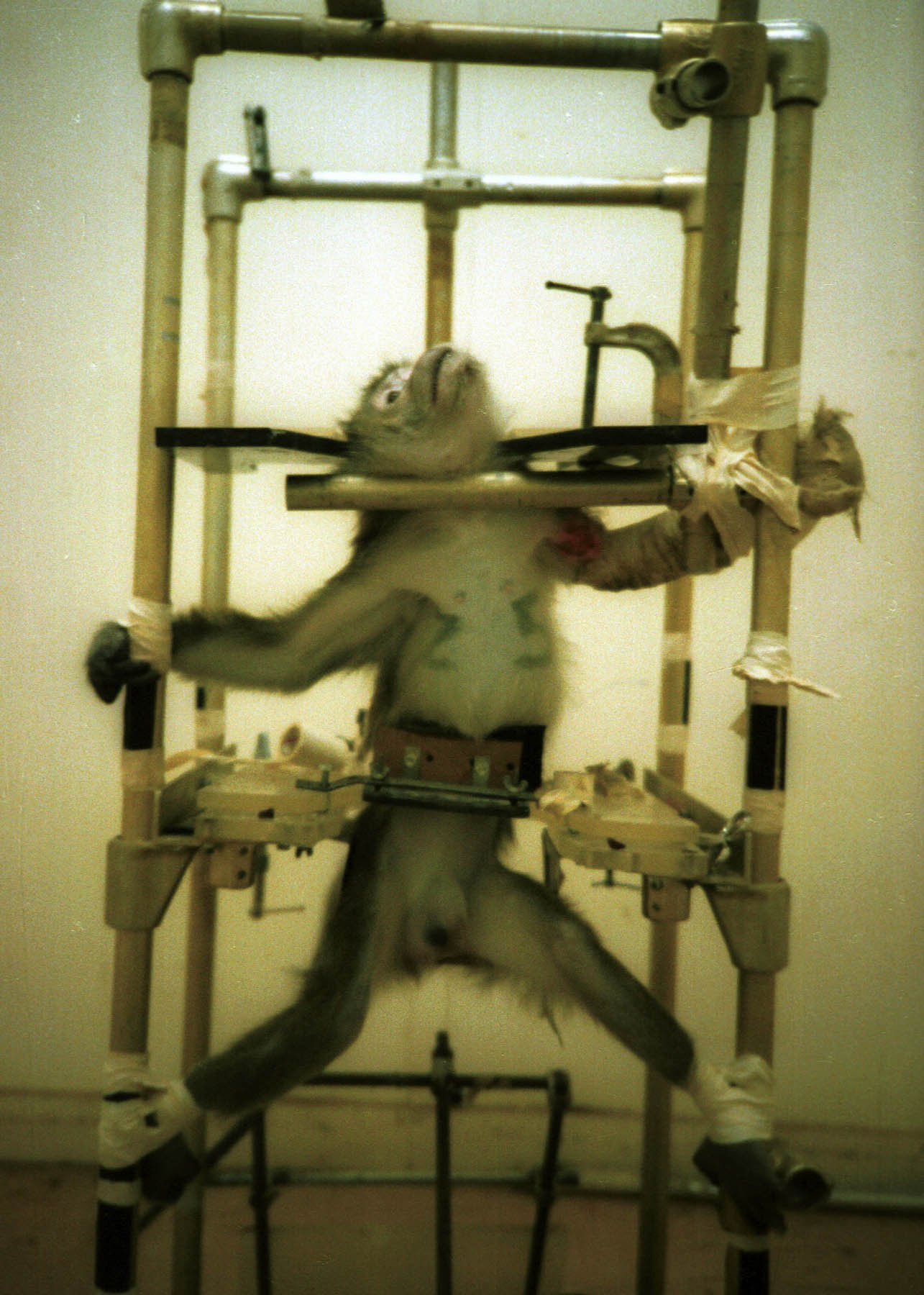
Une des photographies prises par Pacheco à l’Institute for Behavioral Research, 1981

L'affaire des singes de Silver Spring a commencé en 1981, lorsque Pacheco a accepté un poste de volontaire au sein de l'Institute for Behavioral Research à Silver Spring, dans le Maryland. Edward Taub, un psychologue, coupait des ganglions sensoriels qui fournissaient des nerfs aux doigts, aux mains, aux bras et aux jambes de 17 singes macaques - un processus connu sous le nom de "désafférentation" - afin que les singes ne puissent pas les sentir. (Certains d’entre eux avaient eu l’intégralité de leur colonne vertébrale désafférenté). Taub utilisait des moyens de contention et des chocs électriques pour forcer les singes à utiliser les membres qu’ils ne pouvaient pas sentir. Les recherches de Taub ont permis de découvrir que, motivés par une faim extrême ou par le désir d'éviter les chocs électriques, ils pourraient être amenés à utiliser leurs membres. Les recherches ont en partie permis de découvrir la neuroplasticité dans le système moteur des primates et une nouvelle thérapie pour les victimes d’AVC, appelée thérapie par le mouvement induite par contrainte, qui a permis de restaurer l’utilisation des membres affectés.
Pacheco a signalé à Taub des infractions aux lois sur la cruauté envers les animaux fondées sur les conditions de vie des animaux. Norman Doidge a allégué que Pacheco avait mis en scène certaines des photographies qu’il avait prises, allégation qui n’a jamais été prouvée. La police a perquisitionné le laboratoire, saisi les singes et inculpé Taub de 119 chefs de cruauté envers les animaux et d’absence de soins vétérinaires adéquats, les premières accusations de ce type portées aux États-Unis contre un chercheur. 113 accusations ont été rejetées lors de la première audience. Taub a été initialement reconnu coupable de six chefs d’infraction pour ne pas avoir fourni des soins vétérinaires adéquats. Cinq condamnations ont été annulées après un deuxième procès et la condamnation définitive a été annulée en appel lorsque le tribunal a statué que la loi de Maryland sur la prévention de la cruauté envers les animaux ne s'appliquait pas aux chercheurs.
La bataille juridique pour la garde des singes, après leur évacuation par PETA, a été statuée par la Cour suprême des États-Unis. Il s'agissait du premier cas relatif aux droits des animaux, bien que la PETA nouvellement formée ait finalement échoué dans sa bataille pour conserver la libération des animaux. La procédure, qui a duré des années, a suscité une grande publicité pour PETA, transformant ainsi ce qu'Ingrid Newkirk appelait "cinq personnes dans un sous-sol" en un mouvement national. En conséquence de l'affaire, la Chambre des représentants, sous-comité sur la science, la recherche et la technologie, a tenu des audiences qui ont abouti à la Loi sur la protection des animaux 1985 et, en 1986, aux modifications du service de santé publique aux États-Unis des lignes directrices pour les animaux utilisés dans la recherche animale incluent une exigence selon laquelle chaque institution sollicitant un financement fédéral doit avoir un comité institutionnel de protection et d'utilisation des animaux, qui est chargé de superviser la manière dont les animaux de laboratoire sont traités dans cette institution.

## Prix
L'abbaye de la paix de Sherborn, dans le Massachusetts, a décerné le prix du courage de la conscience à Alex Pacheco en 1995  En 2001, Pacheco a été intronisé au Temple de la renommée américaine des droits des animaux.

## Voir également
- Edward Taub
- People for the Ethical Treatment of Animals
- Droits des animaux